# Sonate pour violon et piano (Strauss)
Pour les articles homonymes, voir Sonate pour violon et piano.

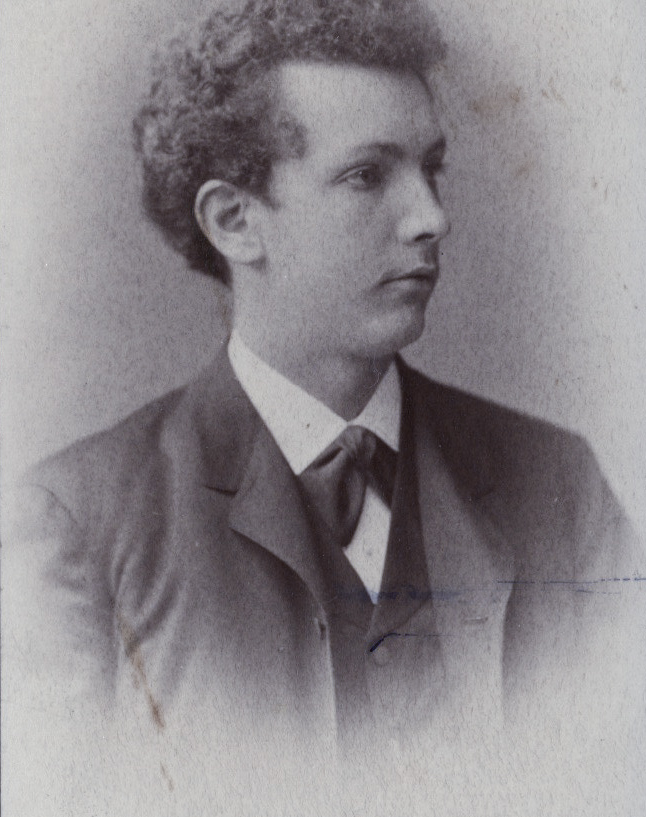
Photo de Richard Strauss datée du 20 octobre 1886

La Sonate pour violon et piano en mi bémol majeur opus 18 est une composition de musique de chambre de Richard Strauss. Composée en 1888, elle est créée le 3 octobre 1888 par Robert Heckmann au violon et le compositeur au piano. Elle est dédiée à son cousin Robert Pschorr (de).

## Structure
1. Allegro ma non troppo
2. Andante cantabile en la bémol majeur « improvisation »
3. Finale : Andante (neuf mesures) - Allegro

La durée d'exécution est d'environ vingt sept minutes.